# Zonneboog

De hoogste zonnestand op verschillende tijdstippen in het jaar voor New York (40,5° NB)

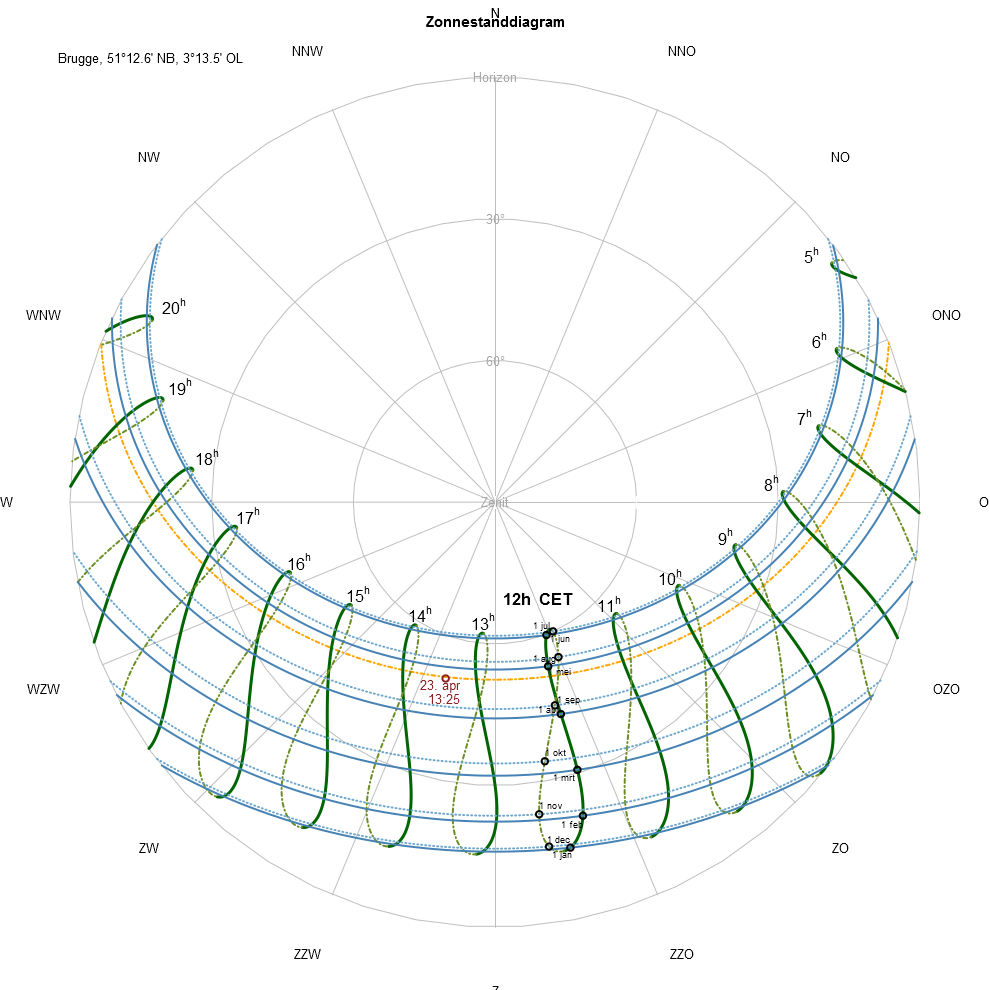
Een zonnestanddiagram toont de zonnestanden op verschillende tijdstippen

De zonneboog is de schijnbare beweging van de Zon aan de hemel in de loop van de dag (en de seizoenen) als gevolg van de aardrotatie rond de aardas en rond de Zon. Dit verschijnsel heeft een grote invloed op zowel systemen die de invloed van de Zon minimaliseren (koelingssystemen die warmte-instraling inperken) als systemen die zonne-energie maximaliseren (fotovoltaïsche panelen).

## Simulatie
Naast de softwarematige simulatie, kan men de lichtinval op een maquette ook simuleren met een heliodon.